# Lymantria arrheta
Lymantria arrheta är en fjärilsart som beskrevs av Collenette 1959. Lymantria arrheta ingår i släktet Lymantria och familjen tofsspinnare. Inga underarter finns listade i Catalogue of Life.